# Jutland
A Jutland a Chandeen nevű német együttes második nagylemeze, mely 1995-ben jelent meg a Hyperium Records kiadásában.
Az album dalai akkor születtek, mikor Oliver Henkel és Harald Löwy hat hétre a dán félszigetre, Jyllandra költöztek, hogy új lemezükön dolgozzanak. A lemez címe is magára a félszigetre utal, Lylland német neve Jütland. Ecki Stieg később úgy jellemezte a lemezt, hogy az értékmérője lett az általa képviselt zenei irányzatnak.

## Az album dalai
1. Ginger – 4:35
2. Lightning – 3:54
3. Young Days – 3:37
4. Snow – 5:08
5. Drift – 3:41
6. Strawberry Passion – 3:16
7. At World’s Edge – 3:59
8. Le Temps Perdu – 7:02
9. Jutland (One Last View – The Solitary Sea) – 8:03
10. On Land – 6:24
11. Ginger (Acoustic Version) – 4:14

### Brazil kiadás
Az album Brazíliában a Hellion Records kiadásában jelent meg. Ebben a kiadásban az eredeti 11. szám helyére az „On Land” című szám Steve Roach által készített remixe került.

## Közreműködők
- Antje Schulz – ének
- Catrin Mallon – ének
- Axel Henninger – gitár
- Dorothea Hohstedt – fuvola
- Harald Lowy és Oliver Henkel – minden más hangszer